# Cornelius Lanczos
Cornelius (Cornel) Lanczos (en húngaro: Lánczos Kornél, pronunciado /ˈlaːnt͡soʃ ˈkorneːl/, nacido como Kornél Lőwy, hasta 1906: Löwy (Lőwy) Kornél) (2 de febrero de 1893 - 25 de junio de 1974) fue un matemático y físico húngaro. Según el físico György Marx, formaba parte del grupo de científicos húngaros afincados en los Estados Unidos conocidos como "Los Marcianos".
Junto con G. C. Danielson, sentó las bases del posterior desarrollo de la transformada rápida de Fourier. 

## Semblanza
Lanczos nació en Fehérvár (Alba Regia), en el Condado de Fejér. Era hijo del Dr. Károly Lőwy y Adél Hahn.
En 1921 presentó su tesis doctoral sobre la teoría de la relatividad, de la que envió una copia a Albert Einstein, quien le respondió diciendo:

"Estudié su trabajo en la medida en que lo permitía mi sobrecarga de trabajo actual. Creo que puedo decir lo siguiente: implica un trabajo intelectual competente y original, sobre cuya base se debería obtener un doctorado ... Acepto con gusto la honorable dedicatoria".: 20 

En 1924 descubrió una solución exacta de las ecuaciones del campo de Einstein, que representa una configuración cilíndricamente simétrica de rotación rígida de partículas de polvo en un fluido. Esta solución sería redescubierta posteriormente por Willem Jacob van Stockum y se conoce hoy como partículas de polvo de van Stockum. Es una de las soluciones exactas más simples conocidas en la relatividad general y se considera un ejemplo importante, en parte porque presenta una curva cerrada de tipo tiempo.
Lanczos fue asistente de Albert Einstein durante el período de 1928–29.: 27 
En 1927 Lanczos se casó con Maria Rupp. Se le ofreció una cátedra como visitante de un año en la Universidad Purdue. Durante una docena de años (1927-1939) Lanzos dividió su vida entre dos continentes. Su esposa Maria Rupp permanecía con los padres de Lanczos en Székesfehérvár durante todo el año, mientras que Lanczos trabajaba en Purdue durante la mitad del año, enseñando a estudiantes graduados mecánica de matrices y análisis de tensores. En 1933 nació su hijo Elmar; que llegó a Lafayette (Indiana) con su padre en agosto de 1939, justo antes de que estallara la Segunda Guerra Mundial.: 41 & 53  Maria estaba demasiado enferma para viajar y murió varias semanas después de tuberculosis. Cuando los nazis purgaron Hungría de judíos en 1944, de la familia de Lanczos solo sobrevivieron su hermana y un sobrino. Elmar se casó, se mudó a Seattle y tuvo dos hijos. Cuando vio a su propio primogénito, dijo: "Para mí, esto prueba que Hitler no ganó".
Durante la época del macartismo, Lanczos fue sospechoso de posibles vinculaciones con los communistas.: 89  En 1952, dejó los Estados Unidos y se trasladó a la Escuela de Física Teórica en el Instituto de Estudios Avanzados de Dublín en Irlanda, donde sucedió a Erwin Schrödinger. Permaneció allí hasta 1968.
En 1956 publicó Análisis aplicado. Los temas cubiertos incluyen "ecuaciones algebraicas, matrices y problemas de valores propios, sistemas lineales a gran escala, análisis armónico, análisis de datos, cuadratura y expansiones de potencias ... ilustrados con ejemplos numéricos elaborados en detalle". El contenido del libro se resumió así: "El análisis paréxico se encuentra entre el análisis clásico y el análisis numérico: es más o menos la teoría de la aproximación por algoritmos finitos (o infinitos truncados)".

## Investigación
Lanczos realizó un trabajo pionero junto con G. C. Danielson en lo que ahora se llama transformada rápida de Fourier (TRF, 1940), pero la importancia de su descubrimiento no fue apreciada en ese momento, y hoy la TRF se le atribuye a Cooley y Tukey (1965). Afirmaciones similares se pueden realizar respecto a otros matemáticos, como Carl Friedrich Gauss.). Lanczos fue quien introdujo los polinomios de Chebyshov a la computación numérica. Descubrió la matriz diagonalizable.
Trabajando en Washington D. C. en el National Bureau of Standards de EE. UU., a partir de 1949 desarrolló una serie de técnicas para cálculos matemáticos utilizando computadoras digitales, que incluyen:
- El algoritmo de Lanczos para encontrar autovalores de grandes matrices simétricas
- La aproximación de Lanczos para la función gamma
- El método del gradiente conjugado para resolver sistemas de ecuaciones lineales.

En 1962, Lanczos demostró que el tensor de Weyl, que juega un papel fundamental en la relatividad general, se puede obtener de un tensor potencial que ahora se llama potencial de Lanczos.
El remuestreo de Lanczos se basa en una función sinc con ventana como un práctico filtro de muestreo superior que se aproxima a la función sinc ideal. El remuestreo de Lanczos se usa ampliamente en el muestreo ascendente de video para aplicaciones de zum digital y de fotografía.
Un libro como "The Variational Principles of Mechanics" (1949) se ha convertido en un texto clásico. Demuestra su capacidad explicativa y su entusiasmo como profesor de física: en el prefacio de la primera edición afirma que se imparte para un curso de posgrado de dos semestres de tres horas semanales.

## Publicaciones

### Libros
- 1949: The Variational Principles of Mechanics (dedicado a Albert Einstein), University of Toronto Press ISBN 0-8020-1743-6, seguido de las ediciones de 1962, 1966, 1970. ISBN 0-486-65067-7

1956: Applied Analysis (Análisis aplicado), Prentice Hall
- 1961: Linear Differential Operators (Operadores diferenciales lineales), Van Nostrand Company, ISBN 048665656X
- (1962: The Variational Principles of Mechanics; Los Principios Variacionales de la Mecánica, 2a ed.)
- (1966: The Variational Principles of Mechanics; Los Principios Variacionales de la Mecánica, 3a ed.)
- 1966: Albert Einstein and the cosmic world order: six lectures delivered at the University of Michigan in the Spring of 1962; (Albert Einstein y el orden mundial cósmico: seis conferencias impartidas en la Universidad de Michigan en la primavera de 1962), John Wiley & Sons
- 1966: Discourse on Fourier Series (Discurso sobre la serie de Fourier), Oliver & Boyd
- 1968: Numbers without End (Números sin fin), Edimburgo: Oliver & Boyd
- (1970: The Variational Principles of Mechanics; Los Principios Variacionales de la Mecánica, 4a ed.)
- 1970: Judaism and Science; (Judaísmo y ciencia), Universidad de Leeds ISBN 085316021X (22 páginas, S. Brodetsky Memorial Lecture)
- 1970: Space through the Ages (La evolución de las ideas geométricas de Pitágoras a Hilbert y Einstein), Academic Press ISBN 0124358500, Review por  Max Jammer en Science, 11 de diciembre de 1970.
- 1974: The Einstein Decade (1905-1915); La década de Einstein (1905-1915), Granada Publishing ISBN 0236176323
- 1998: (William R. Davis, editor) Cornelius Lanczos: Artículos publicados recopilados con comentarios, Universidad Estatal de Carolina del Norte ISBN 0-929493-01-X

### Artículos
- 1924: "Über eine stationäre Kosmologie im Sinne der Einsteinischen Gravitationstheorie", Zeitschrift für Physik 21: 73 doi 10.1007/BF01328251
- 1949: "Un método de iteración para la solución del problema de valor propio de operadores integrales y diferenciales lineales" Revista de investigación de la Oficina Nacional de Estándares ,  Journal of Research of the National Bureau of Standards, artículo de investigación 2133. Vol. 45, No. 4, octubre de 1950. Los Ángeles, septiembre de 1949.
- 1962: "La división del tensor de Riemann", Reviews of Modern Physics 34 (3): 379 doi 10.1103/RevModPhys.34.379